# 青島医学院
青島医学院（チンタオいがくいん、英語: Qindao Medical College）は、かつて存在した中国山東省の高等院校（大学）。
国務院により修士号の授与が認められた高等医学院の一つで現在の青島大学医学院の前身。日本統治時代には旧制医学専門学校であった。

## 沿革
- 1939年 日本の統治下で青島医科大学開学
- 1940年 同仁会青島東亜医学院（同仁会青島東亜医科学院）と改称
- 1944年 青島医学専門学校と改称、旧制医学専門学校、俗称は東亜医専
- 1946年 中華民国統治下で国立山東大学が再開され、青島医専を母体として山東大学が医学院を設立する
- 1949年 中国共産党による青島解放
- 1956年 山東大学医学院が独立し、青島医学院となる